# The Unseen (гурт)
The Unseen американський панк-рок гурт утворений у 1993 в Hingham, Массачусетс. Один з найбільш відомих гуртів відродження стріт-панку, The Unseen початково називався The Extinct.

## Історія
The Unseen утворився у Hingham, Массачусетс в 1993 році. Згодом вони переїхали до м.Бостон, Массачусетс.Як і інші стріт-панк гурти, вони намагались відродити стріт-панк звучання 1980-х.
Початково гурт складався з Тріппа Андервуда (вокал, бас-гітара), «Scott Unseen» (ведуча гітара), Марка Сівітареса (вокал, ударні) та  Пола Руссо (друга гітара, вокал, а також ударні та бас-гітара під час концетних виступів). Руссо залишив гурт і приєднався до The Pinkerton Thugs а також має свій соло-проект під назвою The Strings. Зараз він грає у панк-рок гурті Broken Stereo.
Mark Unseen (справжнє ім'я: Марк Сівітарес), який грав на ударних у перших альбомах, став ведучим вокалістом після того як Руссо залишив гурт. Він також заснував лейбл ADD Records. А також брав участь у бостонському панк гурті A Global Threat як другий вокаліст, та записавався у студійних альбомах What The Fuck Will Change? та Until We Die перш ніж вирішити зосередитися на своїх обов'язках у The Unseen. Однак невдовзі після цього він та гітарист Unseen Скотт разом з Майком Грейвсом та Пітером Кертісом (обидва з A Global Threat) заснували гурт Self Destruct. Вони видали лише один 7-дюймовий міні-альбом під назвою Violent Affair та відіграли всього 10 концертів, проте музичний стиль і ліричний вміст що відображаються на цьому записі вплинули на подальшу музику Unseen, допомагаючи формувати своє майбутнє звучання з Сівітаресом як ведучим вокалістом. У 2010 Сівітарес заснував панк-рок гурт Ashers та видав 7" вініл та студійний альбом Kill Your Master. Нещодавно Сівітарес разом з різними учаниками босноської хардкор сцени заснував хардкор/метал гурт Tenebrae.
Вони брали участь в турах по Європі, Північній Америці, Австралії, Японії, та Мексиці разом з багатьма панк-гуртами починаючи The Bouncing Souls та Rancid закінчуючи більш харкорними як Hatebreed та Sick of It All. Від часу коли Руссо залишив гурт, вони використовували багато тимчасових музикантів для концетних виступів які є учасниками таких гуртів як The Virus, Strike Anywhere, та F-Minus, однак, нещодавно, на строрінці гурту в MySpace, The Unseen додали п'ятого учасника, Джонні, екс-гітариста гурту A Global Threat який є у гурті з того самого часу, що й Сівітарес.
У 2006 вийшла книга Тріппа So This Is Readin'?, яка розкриває деталі його життя та труднощі перебування в андерграундному гурті з сухою комедією. Вона починалась як історія гурту на офіційному вебсайті, але після кількох кумедних розділів з ним зв'язалось видавництво для видання в формі книжки.
У травні 2006, The Unseen анонсували на своєму вебсайті, що вони розпочнуть запис їх шостого студійного альбому у літку цього ж року. Альбом, під назвою Internal Salvation, був виданий 10 липня 2007. Першою виданою піснею з альбому є «Right Before Your Eyes», після неї була видана «Break Away», на яку гурт зняв музичне відео. В підтримку альбому, гурт приєднався до тринадцятого Warped Tour у 2007 та розпочав тур по США і Канаді у березні 2008.
The Unseen залишались у відпустці до 25 травня 2015, коли вони виступили на Punk Rock Bowling at the Fremont Country Club, що у Лас-Вегасі.

## Учасники гурту

### Поточні учасники
- Марк Сівітарес («Mark Unseen») — ударні, вокал (1993—2003), ведучий вокал (2003–дотепер)
- Тріпп Андервуд — бас-гітара, вокал (1993–дотепер)
- Скотт «Scott Unseen» — ведуча гітара, вокал (1993–дотепер)
- Піт Мелзард — ударні (2003–дотепер)
- Джонні Тайєр — ритм-гітара, бек-вокал (2006–дотепер)

### Колишні учасники
- Пол Руссо — вокал, ритм-гітара, бас-гітара, ударні (1995—1997,1998–2003)
- Марк Карлсон — вокал (1993—1995)
- Браян «Chainsaw» Райлі — ритм-гітара, вокал (1997—1999)
- Ян Галлоуей — ритм-гітара, бек-вокал **турне (2003—2004,2006,2008)

## Дискографія

### Студійні альбоми
- Lower Class Crucifixion (1997) (originally released by VML Records, re-issued in 1998 by A-F Records)
- So This Is Freedom (1999) (A-F Records)
- The Anger & The Truth (2001) (BYO Records)
- Explode (2003) (BYO Records)
- State of Discontent (2005) (Hellcat Records)
- Internal Salvation (2007) (Hellcat Records)

### Збірки
- Totally Unseen: The Best Of The Unseen (2000) (Step-1 Records) (також містить дві раніше невидані композиції)
- The Complete Singles Collection 1994-2000 (2002) (Punkcore Records)

### 7" Вініл
- Too Young To Know… Too Reckless To Care (1995 Rodent Popsicle Records)
- Protect And Serve (1996 VML records)
- Raise Your Finger Raise Your Fist (1996 VML records)
- Tom and BootBoys Split (1998 Pogo 77 records)
- Boston's Finest — Split with Toxic Narcotic (1998 ADD/Rodent popsicle records)

## Музичні відео
- «False Hope» з Explode
- «Scream Out» з State of Discontent
- «You Can Never Go Home» з State of Discontent
- «Break Away» з Internal Salvation

## В поп-культурі
- Музика The Unseen присутня у двох сценах серіалу Jackass.
- Mark Unseen з'явлається в якості камео у музичному відео «Used to Be» боснонського панк-рок гурту The Have Nots.
- Репер з Атланти, Pill носить футболку The Unseen у своєму музичному відео «Glass»
- Постер гурту присутній у одній сцені з фільму Superbad.